# Revillo
Revillo ist eine kleine Ortschaft im amerikanischen Bundesstaat South Dakota in den Vereinigten Staaten. Revillo liegt im Grant County. Die Ortschaft wurde 1900 gegründet. Das U.S. Census Bureau hat bei der Volkszählung 2020 eine Einwohnerzahl von 99 auf einer Fläche von 0,4 km² ermittelt. Der Name des Ortes wurde vom Namen „Olliver“, rückwärts gelesen, abgeleitet. Revillo hat den ZIP code 57259 und den Federal Information Processing Standard Code 54220.

## Demografie
Laut dem Zensus von 2000 gab es 147 Einwohner, 70 Haushalte und 37 Familien in der Stadt. Die Bevölkerungsdichte betrug 333,9/km². Es gab 79 Wohnhäuser bei einer Durchschnittsdichte von 179,4/km².
28,6 % der 70 Haushalte hatten Kinder unter 18 Jahren im Haus, 48,6 % lebten zusammen, 1,4 % waren alleinlebende Frauen. 20,0 % der Familien hatten ein Familienmitglied im Alter von über 65 Jahren im Haus. Die durchschnittliche Haushaltsgröße war 2,1 und die Familiengröße 3,03.

## Bildung
Bildungszentrum in Revillo ist die K-12 Grant-Deuel School. Grant-Deuel High School ist das Zuhause der Wildcats, dem lokalen Football-Team. In den letzten Jahrzehnten wurde die High School oft von Austauschschülern besucht, welche in Familien aus der Umgebung lebten. Die Sporthalle der Schule erhielt vor einiger Zeit einen Holzboden, dessen Installation durch eine Kampagne namens „WOW“, oder „Wildcats on Wood“ begleitet wurde.

## Wirtschaft
Die Region hat einen agrarwirtschaftlichen Fokus. Der Revillo Farmers Elevator ist die zentrale Adresse für den Getreidehandel wie Saatgut oder Futtermais.

## Persönlichkeiten
- Conrad A. Nervig, US-amerikanischer Filmeditor und zweifacher Oscar-Preisträger (1889–1980)